# Château Rauzan-Gassies

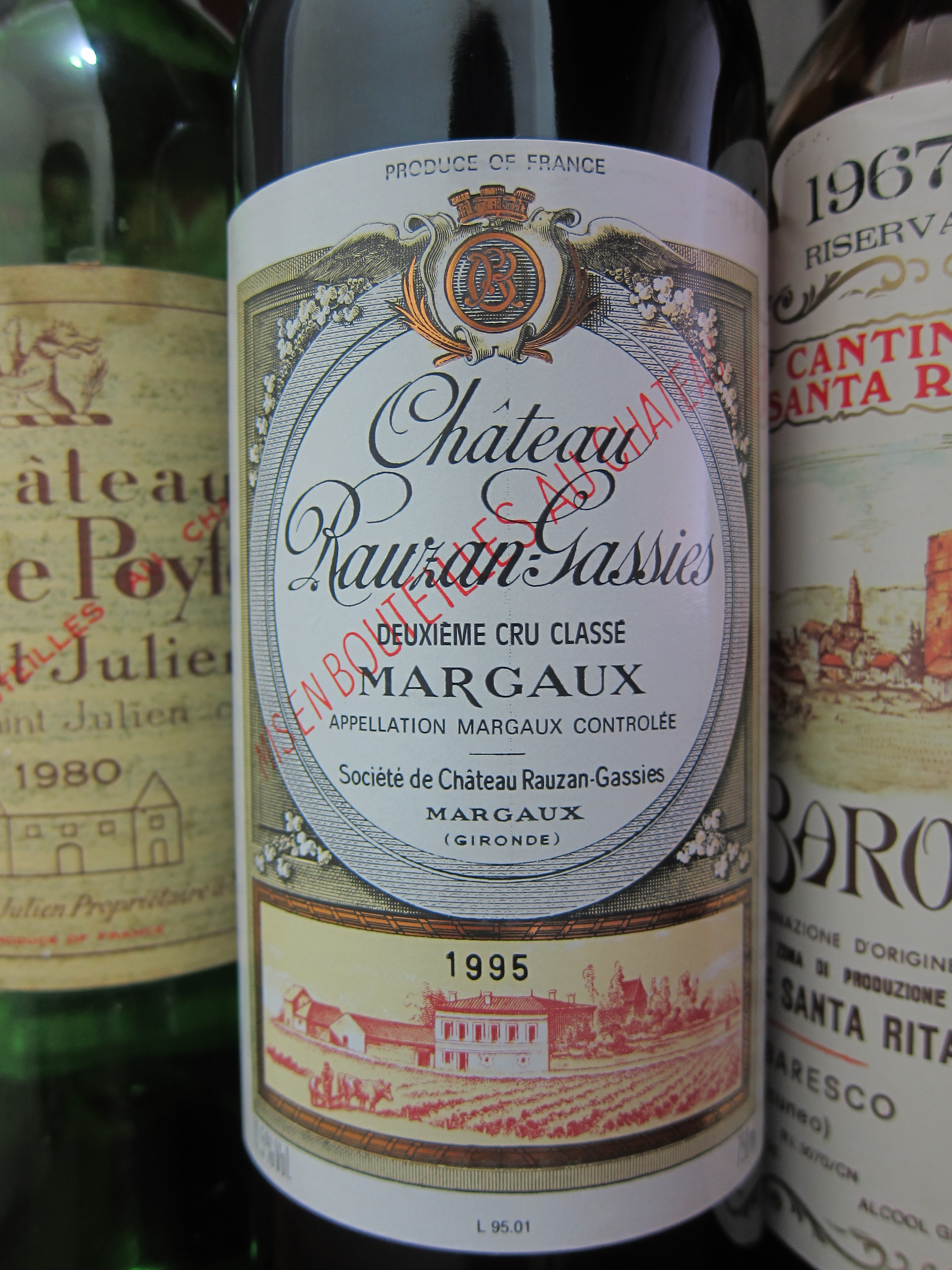
Château Rauzan-Gassies

Château Rauzan-Gassies is een wijndomein in Bordeaux en een tweede cru uit het classificatiesysteem voor Bordeauxwijn van 1855. Het ligt in het dorp Margaux.
De oppervlakte van de wijngaarden is ongeveer 28,5 ha met een aanplant van cabernet sauvignon (65%), merlot (25%) en cabernet franc (10%). De gemiddelde leeftijd van de wijnstokken is 35 jaar. De gemiddelde productie per jaar is 10.800 kisten van 12 flessen.
Ondanks het feit dat het château inmiddels meer dan een halve eeuw dezelfde eigenaar heeft en bovendien in een periode waarin wijnbouw een renderende onderneming was, is die continuïteit niet merkbaar in de kwaliteit van de wijn. Hoewel Rauzan-Gassies de zeer hoge klassering heeft als tweede cru, maakt het domein dat niet waar. Hoewel er oudere jaargangen zijn die mooi geparfumeerd waren en een zuiver bouquet hadden, zijn de afgelopen tientallen jaren zeer wisselvallig. Hoewel de jaargangen 1996 en 2000 een stijgende lijn leken in te luiden, maakte het domein aanvankelijk de hoge klassering nog altijd niet waar. Recente jaargangen lieten echter een grote progressie zien en een terugkeer op het niveau van een tweede cru.

## Geschiedenis van het château
In de tijd van de Franse Revolutie werd dit domein afgescheiden van de tegenhanger Château Rauzan-Ségla. In de negentiende eeuw wisselde het vijf keer van eigenaar en in de twintigste eeuw nog een aantal keer voordat de familie Quié het kocht in 1943.